# Dant (Oregon)
Dant (korábban Frieda) az Amerikai Egyesült Államok északnyugati részén, Oregon állam Wasco megyéjében, Maupin közelében elhelyezkedő önkormányzat nélküli település.
Névadója Thomas Dant, a perlit bányászatával foglalkozó Dant and Russell vállalat igazgatója. A The Lady Frances bányából származó nyersanyagból álmennyezetet gyártottak. Egykor itt haladt az Oregon Trunk Railway vasútvonala.

## Fordítás
- Ez a szócikk részben vagy egészben  a   Dant, Oregon című angol Wikipédia-szócikk ezen változatának fordításán alapul.  Az eredeti cikk szerkesztőit annak laptörténete sorolja fel. Ez a jelzés csupán a megfogalmazás eredetét és a szerzői jogokat jelzi, nem szolgál a cikkben szereplő információk forrásmegjelöléseként.